# Malavita
Malavita (títol original en anglès, The Family) és una pel·lícula de comèdia negra francesa de 2013 dirigida per Luc Besson i protagonitzada per Robert De Niro, Michelle Pfeiffer i Tommy Lee Jones. La història segueix les vivències d'una família de la màfia que entra en el programa de protecció de testimonis de l'FBI i és enviada a Normandia. La pel·lícula està basada en la novel·la francesa Malavita. de Tonino Benacquista.

## Argument
Una coneguda família americana de la màfia es trasllada a Normandia sota el programa de protecció de testimonis de l'FBI. Encara que fan tot el possible per adaptar-se, de seguida es veuen obligats a utilitzar els vells mètodes per solucionar els problemes familiars.

## Repartiment
- Robert De Niro: Fred Blake/Giovanni Manzoni, el pare.
- Michelle Pfeiffer: Maggie Blake/Maggie Manzoni, la mare.
- Dianna Agron: Belle Blake/Belle Manzoni, la filla.
- John D'Leo: Warren Blake/Warren Manzoni, el fill.
- Tommy Lee Jones: Robert Stansfield, l'agent de l'FBI.
- Jimmy Palumbo: Di Cicco
- Domenick Lombardozzi:[3] Caputo
- Stan Carp: Don Luchese
- Vincent Pastore: Fat Willy
- Jon Freda: Rocco
- Michael J. Panichelli Jr.: Billy the Bug
- Paul Borghese: Albert
- Anthony Desio: Bernie
- Ted Arcidi: Tommy
- David Belle: Mezzo
- Oisin Stack: Henri

## Producció

### Desenvolupament
EuropaCorp i Relativity Media van acordar durant el març de 2012 produir dues pel·lícules conjuntament. Malavita seria la primera d'elles, esdevenint la segona Three Days to Kill (2014).

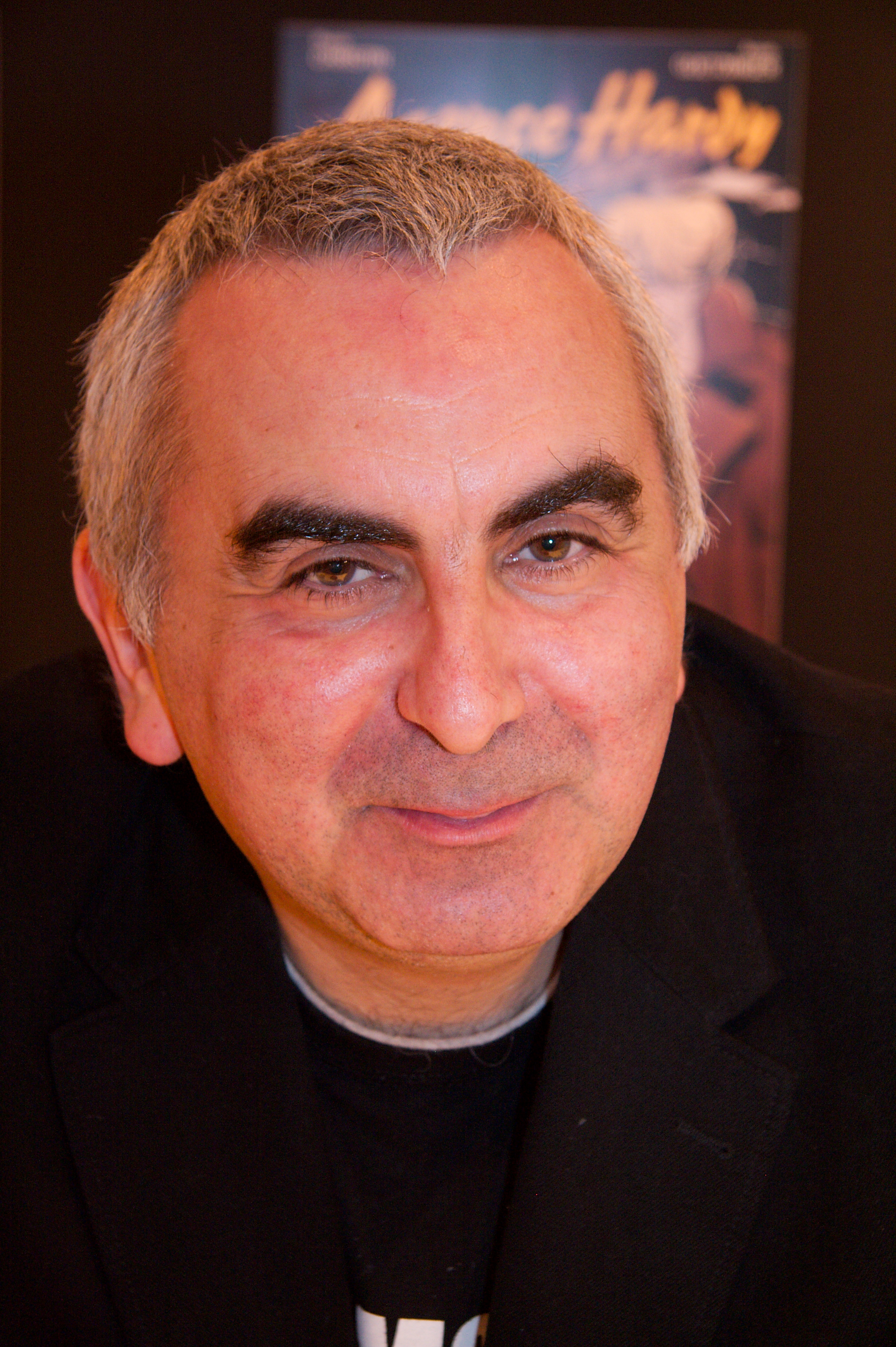
Tonino Benacquista l'autor de la novel·la Malavita.

El guió, escrit per Luc Besson i Michael Caleo, està basat en la novel·la Malavita de Tonino Benacquista, publicada el 2004. L'autor no va voler veure's involucrat en el procés de producció de la pel·lícula i va dir: "Sabia que EuropaCorp seria capaç de produir una pel·lícula que pogués ser distribuïda, tant als Estats Units com a França". El productor de la cinta, Virginie Besson-Silla, va admetre que l'adaptació cinematogràfica té una història pràcticament exacta a la de la novel·la.
En un principi, Besson en seria només productor. Però després de saber que treballarien amb Robert De Niro i de no trobar un director adequat, va decidir dirigir ell mateix la pel·lícula: "Vaig pensar que estava fora de lloc confiar aquest projecte a una altra persona! Conec les cultures francesa i estatunidenca, així que vaig decidir ser-ne el director." De Niro va preguntar a Besson perquè no n'era el director, i Luc li va dir: "D'acord, tu guanyes."

### Rodatge
El rodatge va començar el 8 d'agost de 2012 i es va acabar el 27 d'octubre de 2012.
Les localitzacions escollides van ser Gacé i Le Sap a Normandia, i la ciutat de Nova York. Algunes escenes també es van rodar a L'Aigle i a la Cité du Cinéma a Saint-Denis durant un mes.